# Isla Miskan
Isla Miskan (en árabe: مسكان) es una pequeña isla, que se encuentra en el Golfo Pérsico, perteneciente a Kuwait. Se encuentra al sur de la isla Bubiyan. Tiene aproximadamente 1,2 kilómetros de largo y 800 metros de ancho, lo que representa un área de 0,75 km². La distancia entre esta isla y la isla Failaka situada al sur, es de aproximadamente 3,2 kilómetros. La distancia entre Miskan y la parte más próxima al continente, se encuentra a unos 24 kilómetros de distancia. Isla Miskan no tiene población, se encuentra en ella un faro que guía la navegación del Golfo Pérsico durante las noches, el faro está administrado por Ibrahem Bu-Rashid que vive en la isla junto con su familia. Esta isla es importante porque es un eslabón en una cadena de islas a lo largo de la costa de Kuwait, de norte a sur y proporciona una primera línea defensiva de Kuwait.